# Народна самооборона Львівщини
«Народна Самооборона Львівщини» (за статутом — «Громадське формування з охорони громадського порядку в місті Львові „Народна самооборона“») — громадська організація у Львівській області. Працює в різноманітних напрямах, зокрема бере участь в охороні громадського порядку та допомагає українським військовим у зоні АТО, а також їх родинам. За деякими оцінками, належить до найбільших організацій допомоги армії, а її Центр забезпечення військових є найбільшим у Західній Україні. Керівник — громадський активіст, депутат Львівської міської ради та голова обласного осередку партії «Народний контроль» Валерій Веремчук.

## Історія
Самооборона у Львові виникла в часи Євромайдану і спочатку займалася відправкою активістів у Київ. В кінці січня 2014 року до її лав записалися понад 1500 мешканців області. Тисяча з них поїхали в столицю, а інші сформували 5 сотень, що зайнялися охороною порядку на місцях. В січні ж почалася офіційна реєстрація організації.
10 лютого 2014 на нараді командирів львівської Самооборони за участю Миколи Величковича (заступника керівника Самооборони Майдану Андрія Парубія) на посаду координатора обласної Самооборони було запропоновано Валерія Веремчука, який керував роботою й раніше (ще з 28 листопада 2013 він був координатором Центру відправки на Євромайдан).
12 лютого було повідомлено, що обласна прокуратура відкрила щодо загонів Самооборони кримінальне провадження через «створення не передбачених законом воєнізованих формувань». Через два дні на підтримку організації зібрався мітинг, а Веремчук провів перемовини з заступником прокурора, після чого було оголошено, що провадження стосується не Самооборони Майдану, а інших — озброєних — угруповань. 19 лютого організація була офіційно зареєстрована виконавчим комітетом Львівської міськради як Громадське формування з охорони громадського порядку в місті Львові «Народна Самооборона». Її не слід плутати з «Самообороною Львівського Євромайдану», зареєстрованою 14 березня.
У ніч з 18 на 19 лютого 2014 в місті стався спалах насильства. Протестувальники захопили всі будівлі, які, на їхню думку, представляли режим Януковича. Після цього Самооборона почала охороняти деякі об'єкти (райвідділки міліції, суди, консульства, телерадіокомпанію тощо) та масові заходи, а також патрулювати місто. 27 лютого вона разом із іншими громадськими організаціями області, що брали участь у забезпеченні правопорядку, ввійшла до складу новоствореного Координаційного штабу «Оборона краю» під керівництвом голови Львівської облради Петра Колодія. Тоді ж міліція відновила патрулювання міста в формах, і Самооборона стала діяти лише спільно з нею.
Після перемоги Майдану організація планувала зосередитись на контролі правоохоронних органів і навіть мала намір почати збір 20 млн гривень на добудову нової будівлі міського управління МВС. Але на сході України почалася війна, і на перший план вийшла потреба допомагати військовим. З часів Євромайдану в Самооборони лишилося понад 1,2 млн гривень пожертв, зібраних центром відправки людей у Київ. Спочатку їх планували віддати родинам загиблих на Майдані, але невдовзі ними стала опікуватися держава. Тоді організація спрямувала ці кошти на амуніцію для військових. Вона закупила в Європі бронежилети та кевларові шоломи. Перевозити їх через кордон можна лише по одному комплекту, і це зробили численні помічники, що відгукнулися на заклик Самооборони («операція „Мурахи“»). За словами одного з активістів, за кілька вилазок було перенесено більше 5000 одиниць амуніції. З ініціативи голови Центра військового капеланства Львівської архієпархії УГКЦ Степана Суса розпочався цілеспрямований збір пожертв для військових, і за перші 3 місяці вдалося зібрати кілька мільйонів гривень. У співпраці з цим центром та іншими організаціями «Народна самооборона Львівщини» створила Центр забезпечення військових та кілька інших осередків, спеціалізованих на певній діяльності.

## Діяльність
- Патрулювання міста та охорона громадського порядку (спільно з міліцією)[26][37][38]. Серед іншого, ведеться боротьба з наркоманією[39].
- Допомога українським військовим у зоні АТО та їх родинам.
- Національно-патріотичне виховання дітей та молоді
- Бойова підготовка активістів (спільно з Навчальним центром при Університеті внутрішніх справ)[40][41].
- Різноманітна інша діяльність.

12 вересня 2014 року «Народна Самооборона Львівщини» відкрила Центр волонтерства, метою якого є опікування переселенцями з Донбасу та Криму, а також родинами бійців АТО.
У вересні 2014 разом із юридичним факультетом Львівського національного університету імені Івана Франка та Центром конституційних ініціатив організація відкрила Центр правової допомоги військовослужбовцям зони АТО та членам їх сімей.
У лютому та березні 2014 року через агресію Росії у Криму та у квітні та травні через можливі провокації під час травневих свят та виборів Президента України члени Самооборони проходили військово-прикладні навчання у навчально-вишкільному центрі (НВЦ) Самооборони. З 1 січня інструктори НВЦ створили Центр військово-патріотичного виховання Самооборони «Галичина», який очолив сотник Шевченківської сотні Сергій Хараху. 
21 березня 2015 було відкрито «Легіон військово-патріотичного виховання „Галичина“» для дітей віком від 14 до 18 років.
У березні 2015 за ініціативою Самооборони в Військово-медичному клінічному центрі Західного регіону, що у Львові, було створено кімнату психо-емоційного релаксу для бійців, що проходять лікування.
З 2014 року при організації працює Центр допомоги сім'ям учасників АТО, який організувала дружина військового Неля Васюта. Центр надає, зокрема, продукти, путівки для дітей та психологічну підтримку. Станом на квітень 2015 у ньому було понад 60 волонтерів, допомогу яких отримували понад 200, а вже в липні — понад 300 сімей. Підтримують Центр переважно українці з-за кордону.

### Допомога військовим
У квітні — травні 2014 року Самооборона спільно з рухом «Народний контроль», Комітетом Майдану Львівщини та Центром військового капеланства Львівської архієпархії УГКЦ створила Центр забезпечення військових. Він є найбільшим у Західній Україні і має кілька відділень. Звітність Центру доступна в інтернеті; вже в липні 2014 він зібрав понад 4 млн гривень пожертв. Станом на березень 2016 основний пункт прийому допомоги розташований на вул. Липинського, 54.
Перше відділення Центру почало роботу у Львові на вулиці Шота Руставелі (в січні 2016 переїхало на Липинського), друге відкрилося в липні 2014 у Винниках (2015 року повідомлялося про його закриття), третє — 2 серпня 2014 на проспекті Червоної Калини (закрилося наприкінці 2014 року), четверте — 16 вересня на вулиці Шевченка. Відкривалися й інші відділення, зокрема на вулиці Орлика (5 грудня 2014), Володимира Великого та в Дрогобичі. Станом на 2014 рік збір коштів та іншої допомоги проводився й у храмі святих апостолів Петра і Павла та торгових центрах.
З літа 2014 року при Самообороні (на Тернопільській, 2а) діє Центр медичного забезпечення військових, організований спільно з рухом «Народний контроль». Він приймає та закуповує медичні засоби для бійців АТО. Основна мета центру — формування індивідуального медичного захисту бійця за зразком військ НАТО. За час існування центру для потреб військових ЗСУ на сході було доправлено понад 20 т медичних засобів, у тому числі більше 3000 індивідуальних аптечок, що дало змогу зберегти не одне життя. Координацією медичного центру займається активіст Самооборони Ярослав Коминський[джерело?].
Активісти організації регулярно їздять у зону АТО і передають військовим автотранспорт, запчастини, бронежилети, каски, приціли, тепловізори, засоби зв'язку, планшети зі спеціальними програмами, буржуйки, інструменти, одяг та взуття, карімати, спальні мішки, ліки та аптечки, засоби гігієни, продукти, воду, дитячі малюнки, індивідуальні посилки тощо. На свято Василя 2015 та 2016 року волонтери влаштовували на передовій вертеп.
Станом на 2015 рік «Народна самооборона Львівщини» доправляє військовим у середньому близько 20 тонн їжі на місяць. За словами активістів, спершу вони відвозили основні продукти харчування (крупи, макарони тощо; в одній із поїздок було доправлено майже 80 тонн їжі), а з поліпшенням державного забезпечення військових стали возити переважно домашню випічку та різні смаколики. Організація регулярно запрошує господинь Львівщини до виготовлення вареників, і до деяких поїздок їх вдавалося зробити по 5 тонн.
Перший великий «караван» Самооборона спрямувала в зону АТО в кінці червня 2014. В ньому було 40 тонн допомоги, зокрема 150 бронежилетів, 200 касок, 10 коліматорних прицілів, тепловізор та різні продукти, в тому числі 36 000 порцій супів. Друга поїздка (з 35 тоннами) відбулася в середині липня. Через рік — станом на липень 2015 — було здійснено вже 15 поїздок до військових, надано допомоги приблизно на 20 млн гривень, а маса відвезеного, за словами керівника організації, сягнула 750 тонн. В жовтні 2015 Самооборона звітувала про 17 поїздок та передачу, зокрема, 30 автомобілів, 3500 одиниць форми, 2140 бронежилетів, майже 3000 шоломів, 1500 тактичних рукавиць, понад 1000 тактичних окулярів та 50 тепловізорів (за іншими даними, ще за 14 поїздок було передано біля 10 000 одиниць форми та 72 тепловізори). Кількість доправлених індивідуальних аптечок станом на листопад 2015 становила близько 1,4 тисяч. 3 березня 2016 на схід поїхав уже 20-й «караван»; у ньому було 20 тонн продуктів, води та засобів гігієни. 21-ша поїздка почалася 5 травня.
У вересні 2014 організація розпочала проект «Народна броня», що здійснюється за допомоги інших волонтерів та спонсорів, зокрема Львівського танкоремонтного заводу і корпорації «КРТ» (виробника деталей для потреб залізниці). Завданням проекту є закупівля та обладнання невеликих автомобілів, ремонт важкої техніки, оснащення машин додатковим захистом (протикумулятивними решітками, що пройшли випробовування на полігоні), а також надання військовим армійської оптики. Крім того, майстри проекту виготовляють буржуйки.
Організація працює з різними військовими формуваннями, насамперед із тими, що базуються на Львівщині. Її допомогу отримували, зокрема, 24-та та 80-та бригади, батальйони «Львів», «Воля», «Дніпро» та «Айдар», Дрогобицький артилерійський полк, Стрийський зенітний полк, Мостиський прикордонний загін та 66-й мобільний госпіталь. Вона надавала підтримку не лише військовим в зоні АТО, а й тим, що проходять навчання (зокрема, взимку 2014/2015 року було передано 2000 спальників та чимало медикаментів на Яворівський полігон).

## Відзнаки
- Координатор Центру забезпечення військових[100] та відповідальна за антикорупційний напрямок[101] у «Народній самообороні Львівщини» Ірина Яремко нагороджена орденом княгині Ольги ІІІ ступеня (указ президента України від 22 січня 2015)[102].
- 31 липня 2015 року Ірина Яремко, керівник організації Валерій Веремчук та деякі інші львівські волонтери були відзначені грамотами керівника антитерористичної операції на території Донецької та Луганської областей генерал-лейтенанта І. І. Колесника[103][72].
- 8 грудня 2015 року волонтер організації Артем Хмиз був нагороджений грамотою Львівської обласної ради[104][105], а керівник Центру допомоги військовим Ірина Яремко — почесною грамотою Львівської облдержадміністрації[106].
- 2017 року керівник Центру військово-патріотичного виховання Самооборони Сергій Хараху був нагороджений грамотою Верховної Ради України за особистий внесок у розвиток вітчизняної освіти, плідну навчально-педагогічну діяльність, багаторічну сумлінну працю, високий професіоналізм та з нагоди 25-річчя створення Класичної гімназії при ЛНУ імені Івана Франка[107].